# セルジョ・ジヴォーネ
セルジョ・ジヴォーネ（Sergio Givone, 1944年 - ）は、イタリアの美学者、哲学者。
トリノ大学にて、ルイジ・パレイゾンのもとで学ぶ。現在はフィレンツェ大学教授（美学）。カルロ・シーニ、マッシモ・カッチャーリ、ヴィンチェンツォ・ヴィッティエロらとともに哲学誌『パラドッソ』の編集主幹でもあった。
ジヴォーネは、ニーチェ、マルティン・ハイデッガー、そしてパレイゾンの解釈学的な思考を吸収し、「悲劇の思考」という概念を軸にしつつ、とりわけ「ニヒリズム」の問題を考察している。

## 著作
- 『カントによる哲学史』　La storia della filosofia secondo Kant (1972)
- 『ヒュブリスとメランコリア』　Hybris e melancholia (1974)
- 『ウィリアム・ブレイク――芸術と宗教』　William Blake. Arte e religione (1978)
- 『解釈学とロマン主義』　Ermeneutica e romanticismo (1983)
- 『ドストエフスキーと哲学』　Dostoevskij e la filosofia (1984)
- 『美学史』　Storia dell'estetica (1988)
- 『世界の脱魔術化と悲劇の思考』　Disincanto del mondo e pensiero tragico (1988)
- 『ロマン主義の問い』　La questione romantica (1992)
- 『無の歴史』　Storia del nulla (1995)
- 『究極的なものの寓話』　Favola delle cose ultime (1998)
- 『エロス／エトス』　Eros/ethos (2000)
- 『ある異邦の神の名において』　Nel nome di un dio barbaro (2002)
- 『美学史』　Storia dell'estetica (2003)
- 『美学事始め』　Prima lezione di estetica (2003)
- 『ライプニッツの図書館司書』　Il bibliotecario di Leibniz (2005)